# (44039) de Sahagún
(44039) de Sahagún est un astéroïde de la ceinture principale.

## Description
(44039) de Sahagún est un astéroïde de la ceinture principale. Il fut découvert le 27 février 1998 à La Silla par Eric Walter Elst. Il présente une orbite caractérisée par un demi-grand axe de 2,31 UA, une excentricité de 0,07 et une inclinaison de 2,3° par rapport à l'écliptique.